# Gare de Musashi-Nakahara
La gare de Musashi-Nakahara (武蔵中原駅, Musashi-Nakahara-eki) est une gare ferroviaire située dans la ville de Kawasaki, dans la préfecture de Kanagawa au Japon. Elle est exploitée par la East Japan Railway Company (JR East). 

## Situation ferroviaire
La gare de Musashi-Nakahara est située au point kilométrique (PK) 9,2 de la ligne Nambu.

## Histoire
La gare est inaugurée le 9 mars 1927.

## Service des voyageurs

### Accueil
La gare est située sous les voies qui sont surélevées. Elle est ouverte tous les jours.

### Desserte
- Ligne Nambu :
  - voies 1 et 2 : direction Musashi-Kosugi et Kawasaki
  - voies 3 et 4 : direction Musashi-Mizonokuchi et Tachikawa